# Phacellodomus maculipectus
Phacellodomus maculipectus là một loài chim trong họ Furnariidae.